# Микати, Наджиб
Наджиб Азми Микати (араб. نجيب ميقاتي‎; род. 24 ноября 1955, Триполи) — ливанский политический и государственный деятель, бизнесмен, премьер-министр Ливана в 2005, 2011—2013 и 2021—2025 годах. С 31 октября 2022 по 9 января 2025 года — исполнявщий обязанности президента Ливана.
По данным Forbes, Микати является самым богатым человеком в Ливане, его состояние на 2023 год составило 2,8 миллиарда долларов. Ему неоднократно предъявлялись обвинения в коррупции и в незаконном получении прибыли. Микати тесно связан с сирийским правительством, и руководил несколькими телекоммуникационными проектами в Сирии и Ливане.

## Биография
Родился 24 ноября 1955 года в Триполи, происходит из семьи мусульман-суннитов. В 1980 году окончил Американский университет в Бейруте, получив степень магистра делового администрирования (MBA). Он также посещал летнюю школьную программу, проводимую в Гарварде и французской бизнес-школе INSEAD.

## Деловая карьера
Микати являлся одним из основателей телекоммуникационной компании Investcom вместе со своим братом Таха в 1982 году. В июне 2006 года он продал компанию южноафриканской MTN Group за 5,5 млрд долларов. В 2008 году Forbes оценил его состояние примерно в 2,6 млрд долларов США. Занимает 446 место в списке самых богатых людей в мире.

## Политическая карьера
После назначения на должность министра общественных работ и транспорта 4 декабря 1998 года он был избран в Национальное Собрание Ливана от своего родного города Триполи в 2000 году, выиграв у Омара Караме, который был избран от того же избирательного округа. Как депутат, он сохранил свою позицию в кабинете и создал себе репутацию умеренно просирийского политика с нормальными отношениями с сирийским президентом Башаром Асадом.
Наджиб Микати был многолетним кандидатом на пост премьер-министра Ливана с 2000 года, наконец вступил в должность после отставки Омара Караме 13 апреля 2005 года.
Он является лидером блока солидарности, который имеет два места в ливанском парламенте с 2004 года. Также Микати создал центристские движения и идеологии в Ливане и в арабском мире, для которой он провёл множество международных конференций в Ливане.

### Первый срок в качестве премьер-министра
В переговорах по формированию правительства, Микати стал консенсусным кандидатом. Несмотря на свою близость к Сирии, его готовность идти на компромисс и обещание уволить руководителей сил безопасности, которых многие ливанцы подозревали в причастности к убийству бывшего премьер-министра Рафика Харири 14 февраля 2005 года, принесла ему поддержку антисирийской оппозиции, в противовес сильно про-сирийской позиции министра обороны Абдула Рахим Мурада. После присяги в Президентском дворце в Баабде Микати заявил: «Мы будем являться символом умеренности и национального единства».
Наджиб Микати был назначен премьер-министром президентом Эмилем Лахудом 15 апреля 2005 года, после Омара Карами, который ушёл в отставку после семи недель неудачных попыток формирования консенсусного правительства. Занимал эту должность в течение трёх месяцев, передав 19 июля 2005 года этот пост Фуаду ас-Синьоре.

#### Отставка
Приоритетной задачей Микати являлась подготовка Ливана к парламентским выборам, которые планировалось провести до 31 мая 2005 года. По конституции Ливана правительство должно быть утверждено до начала выборов, и оппозиционные политики обвинили президента Лахуда и бывшего премьер-министра Карами в препятствовании формированию правительства, чтобы сорвать выборы, которые антисирийские партии считали, что смогут выиграть. Правительству Микати удалось организовать выборы с участием оппозиции, которая теперь известно как Движение 14 марта, оно получило 72 из 128 мест в Национальное Собрание Ливана.

### Номинация в качестве премьер-министра
После того, как 12 января 2011 года предыдущее правительство было распущено, 24 января 2011 года, партия Коалиция 8 марта, в частности Хезболла, Мишель Аун и Валид Джумблат, выдвинулb Микати в премьер-министры на место Саада Харири (правительство которого в составе 10 министров альянса и одного президентского назначенца было отправлено в отставку). Это был результат распада Саудовско-сирийской инициативы для достижения компромисса по вопросу о Специальном трибунале по Ливану.

### Второй срок в качестве премьер-министра
25 января 2011 года, в парламенте Ливана на голосование 68 депутатов поддержали кандидатуру Микати на пост премьер-министра. Президент Ливана Мишель Сулейман поручил Микати сформировать и возглавить новый кабинет ливанского правительства. В результате долгих консультаций это правительство было утверждено и приступило к работе 13 июня 2011 года. Нормальной работе правительства мешала начавшаяся в Сирии Гражданская война. На почве конфликта в Сирии Ливан разделился на два лагеря: сторонников режима Башара Асада и его противников.
В пятницу 22 марта 2013 года Наджиб Микати официально объявил  об уходе в отставку своего кабинета. Микати отметил, что принял решение об отставке под воздействием событий в своем родном городе Триполи, где идут бои.

### Выборы 2018 года
Был избран от движения Азм в округе Север 2.

### Третий срок в качестве премьер-министра
27 июля 2021 года президент Мишель Аун поручил Микати формирование нового правительства (премьер-министр Хасан Диаб подал в отставку в августе 2020 года, но Мустафа Адиб и Саад Харири не смогли стать его преемниками).
10 сентября 2021 года президент и Микати в присутствии спикера парламента Набиха Берри подписали указ о формировании кабинета, который насчитывает 24 министра-технократа, не представляющих партии (его первое заседание назначено на 13 сентября).
20 сентября 2021 года парламент проголосовал за доверие правительству 85 голосами против 15. С 31 октября 2022 года исполнял обязанности президента страны до избрания Жозефа Ауна.
11 января 2025 года Микати посетил Сирию и встретился с фактическим лидером Сирии Ахмедом аш-Шараа, это был первый за 15 лет визит премьер-министра Ливана в Дамаск.
13 января 2025 года Микати объявил о своей отставке, поскольку 85 из 128 депутатов избрали Навафа Салама премьер-министром.